# Окисно-відновні індикатори
О́кисно-відно́вні індика́тори (редо́кс-індика́тори) — хімічні індикатори, що застосовуються для визначення точки еквівалентності в окисно-відновних реакціях.
Найчастіше такими індикаторами є органічні сполуки, які виявляють окисно-відновні властивості, та металоорганічні, у яких по досягненню певного потенціалу змінюється ступінь окиснення металу. В обох випадках зміни в структурі супроводжуються зміною забарвлення сполуки.

## Цікавий факт
Це 600 000 стаття в українській Вікіпедії

## Класифікація

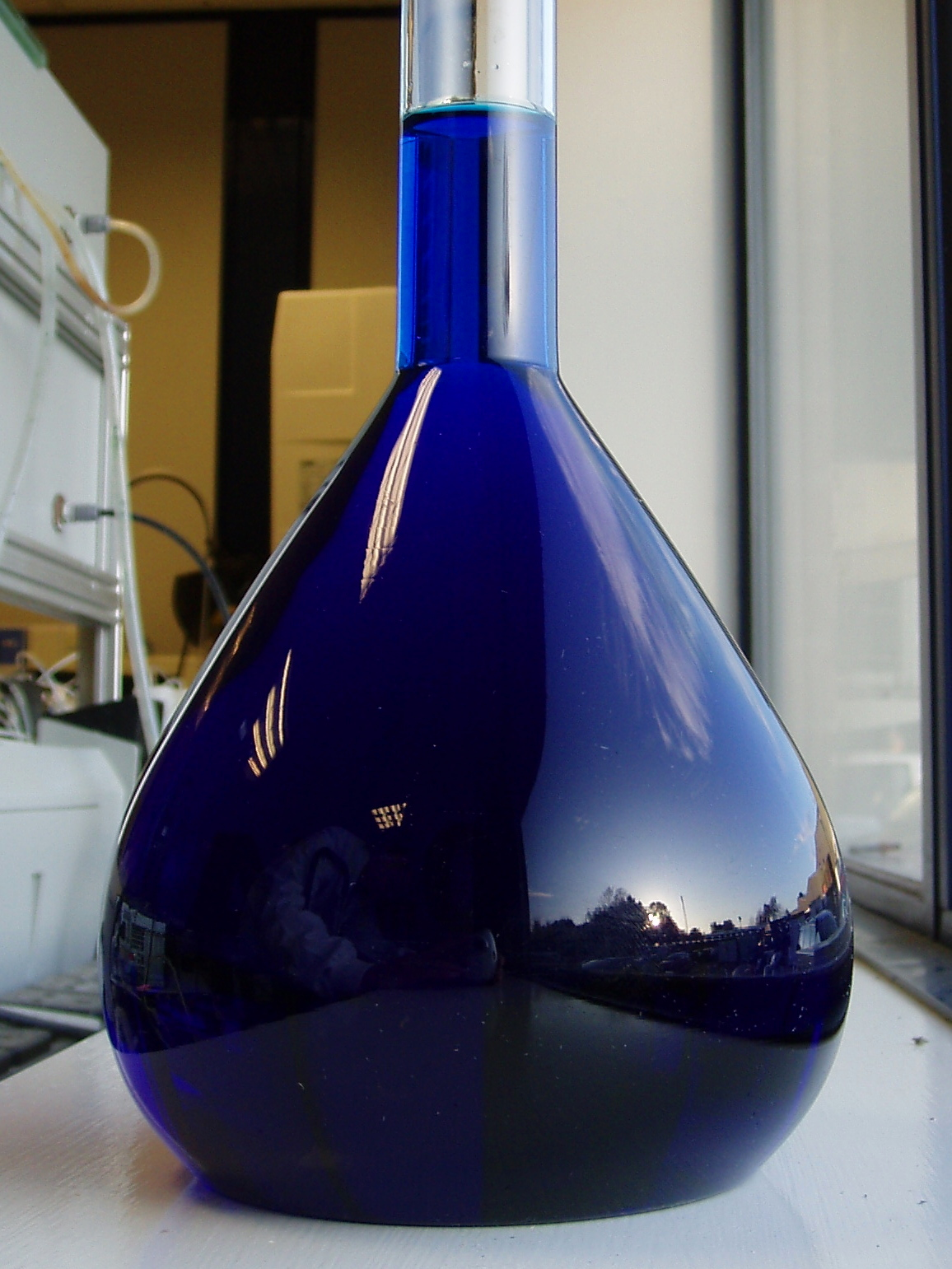
Метиленовий синій

У залежності від типу взаємодії розрізняють індикатори:
- загальні — змінюють своє забарвлення відповідно до потенціалу та незалежно від природи речовин у розчині (наприклад, дифеніламін, метиленовий синій);
- специфічні — дають реакцію лише із певними сполуками (крохмаль є індикатором на йод, тіоціанат-іони — на катіон Fe3+).

За схемою переходу кольору індикатори поділяють на:
- однобарвні — одна форма має колір, інша — безбарвна;
- двобарвні — обидві форми мають власні кольори.

Застосовувані індикатори повинні відповідати вимогам:
- добре розчинятися у воді, кислотах та інших типових середовищах для титрування;
- бути стійкими до дії світла, повітря, інших компонентів у розчині та стабільним при тривалому зберіганні;
- забарвлення окисненої та відновленої форм має чітко відрізнятися;
- інтервал потенціалу, на якому відбувається перехід між формами, має бути вузьким і відповідати стрибку на кривій титрування;
- забарвлення повинно змінюватися швидко, а відповідна реакція бути повністю оборотною, не зазнавати впливу сторонніх реакцій;
- зміна кольору розчину в кінцевий точці титрування повинна бути чіткою навіть при найменшій кількості додаваного індикатора.

## Перебіг реакції

Окиснена і відновлена форми фероїну (та кольори їхніх комплексів)

Загальною схемою дії індикатора є зворотна реакція відновлення його окисненої форми:
Indox + ne- ⇌ Indred
Інколи взаємодія також проходить за участі іонів H+:
Indox + ne- + xH+⇌ Indred; (x може набувати як додатних, так і від'ємних значень).
Ця реакція не впливає на поведінку індикаторів, однак спричинює додаткову витрату титранту.
У загальному вигляді потенціал індикатора, що бере участь у взаємодії, описується рівнянням Нернста:
{\displaystyle \mathrm {E=E_{ox/red}^{0}+{\frac {0,059}{n}}\cdot lg{\frac {[Ind_{ox}]}{[Ind_{red}]}}} },
де E0ox/red — стандартний потенціал для даної пари форм, що відповідає умові [Indox]=[Indred]
Вважається, що перехід забарвлення помітний за десятиразового переважання однієї форми над іншою. У цьому випадку множники в рівнянні набудуть вигляду {\displaystyle \mathrm {lg{\frac {10}{1}}} } і {\displaystyle \mathrm {lg{\frac {1}{10}}} }, що дорівнює 1 та -1 відповідно. З цього припущення випливає визначення інтервалу переходу забарвлення індикатора pT:
{\displaystyle \mathrm {pT=E_{ox/red}^{0}\pm {\frac {0,059}{n}}} }
Наприклад, дифеніламін, який має стандартний потенціал 0,76 В і здійснює перехід за участі двох електронів, змінює забарвлення в діапазоні 0,76±0,03 В. При значеннях менше 0,73 В він є безбарвним, при більших за 0,79 переважає фіолетова форма. У проміжку 0,73—0,79 В забарвлення змінюється поступово.

## Похибки при використанні індикаторів
При використанні окисно-відновних індикаторів виділяється три похибки:
- хімічна — відсутність збігу кінцевої точки титрування (моменту зміни забарвлення) з реальною точкою еквівалентності. Момент зміни визначається потенціалом індикатора, на який можуть впливати pH середовища та іонна сила розчину, тому, наприклад, якщо в ході визначення сильно змінюється значення pH, момент зміни забарвлення може не збігатися зі стрибком на кривій титрування й спричинити викривлення результатів;
- візуальна — нездатність людського ока точно розрізняти зміни забарвлення;
- індикаторна — витрата додаткової кількості титранту на взаємодію з індикатором.

## Поширені індикатори
| Індикатор                       | Колір форми        | Колір форми | Стандартний потенціал переходу, В |
| ------------------------------- | ------------------ | ----------- | --------------------------------- |
| Індикатор                       | Indox              | Indred      | Стандартний потенціал переходу, В |
| Нейтральний червоний            | червоний           | безбарвний  | 0,24                              |
| Метиленовий синій               | синій              | безбарвний  | 0,53                              |
| Дифеніламін                     | фіолетовий         | безбарвний  | 0,76                              |
| Дифенілбензидин                 | фіолетовий         | безбарвний  | 0,76                              |
| Дифеніламінсульфокислота        | червоно-фіолетовий | безбарвний  | 0,85                              |
| пара-Фенілантранілова кислота   | червоно-фіолетовий | безбарвний  | 1,08                              |
| Фероїн                          | синій              | червоний    | 1,06                              |
| Трис-(2,2'-дипіридилат) рутенію | безбарвний         | жовтий      | 1,33                              |